# Rubens und Isabella Brant in der Geißblattlaube
Das Doppelporträt Rubens und Isabella Brant in der Geißblattlaube oder kurz „Die Geißblattlaube“ ist ein barockes Ölgemälde des flämischen Kunstmalers Peter Paul Rubens, das um 1609 (vermutlich vor dem 3. Oktober) entstanden ist. Es stellt den Künstler sowie seine damalige Verlobte Isabella Brant (1591–1626) nah nebeneinander im Freien sitzend als Liebespaar dar. Das bei Antwerpen entstandene Bild im Format 179 × 136,5 cm ist mit Ölfarben auf Leinwand gemalt und auf Eichenholz aufgezogen.
Rubens malte das Bild wahrscheinlich als Hochzeitsgeschenk für seine Schwiegermutter, eine Antwerpener Patrizierin. Die Hochzeit fand am 3. Oktober 1609 in der St.-Michael-Kirche in Antwerpen statt, Brant war Rubens’ erste Frau.
Das Gemälde mit der Inventar-Nr. 334 hängt in der Alten Pinakothek in München im Rubenssaal (Saal VII) im 1. Obergeschoss als Teil der Dauerausstellung.

## Beschreibung
Das ganzfigurige Bildnis stellt das Paar in liebevoller Zweisamkeit mit freundlichen und ausdrucksvollen Gesichtern dar. Dabei berühren sich ihre Hände. Das Ineinanderlegen der beiden rechten Hände (dextrarum iunctio) war schon in römischer Zeit ein Zeichen für die Eheschließung.

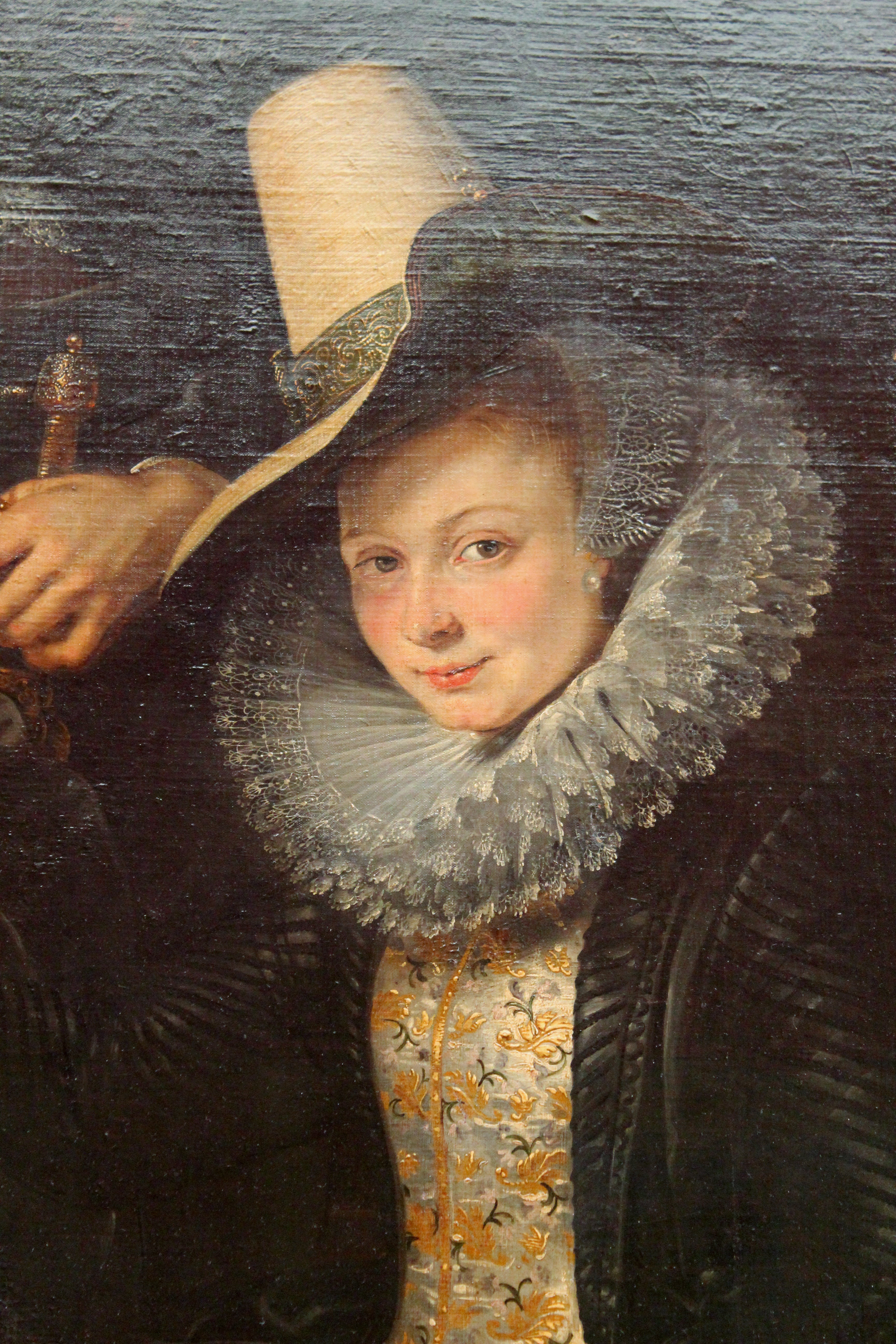
Detail: Isabella

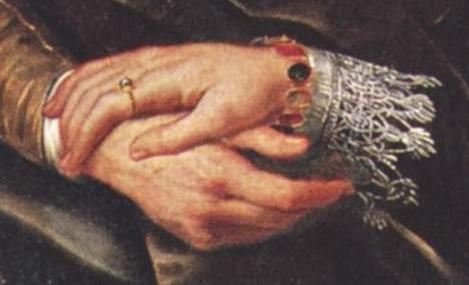
Detail der Hände

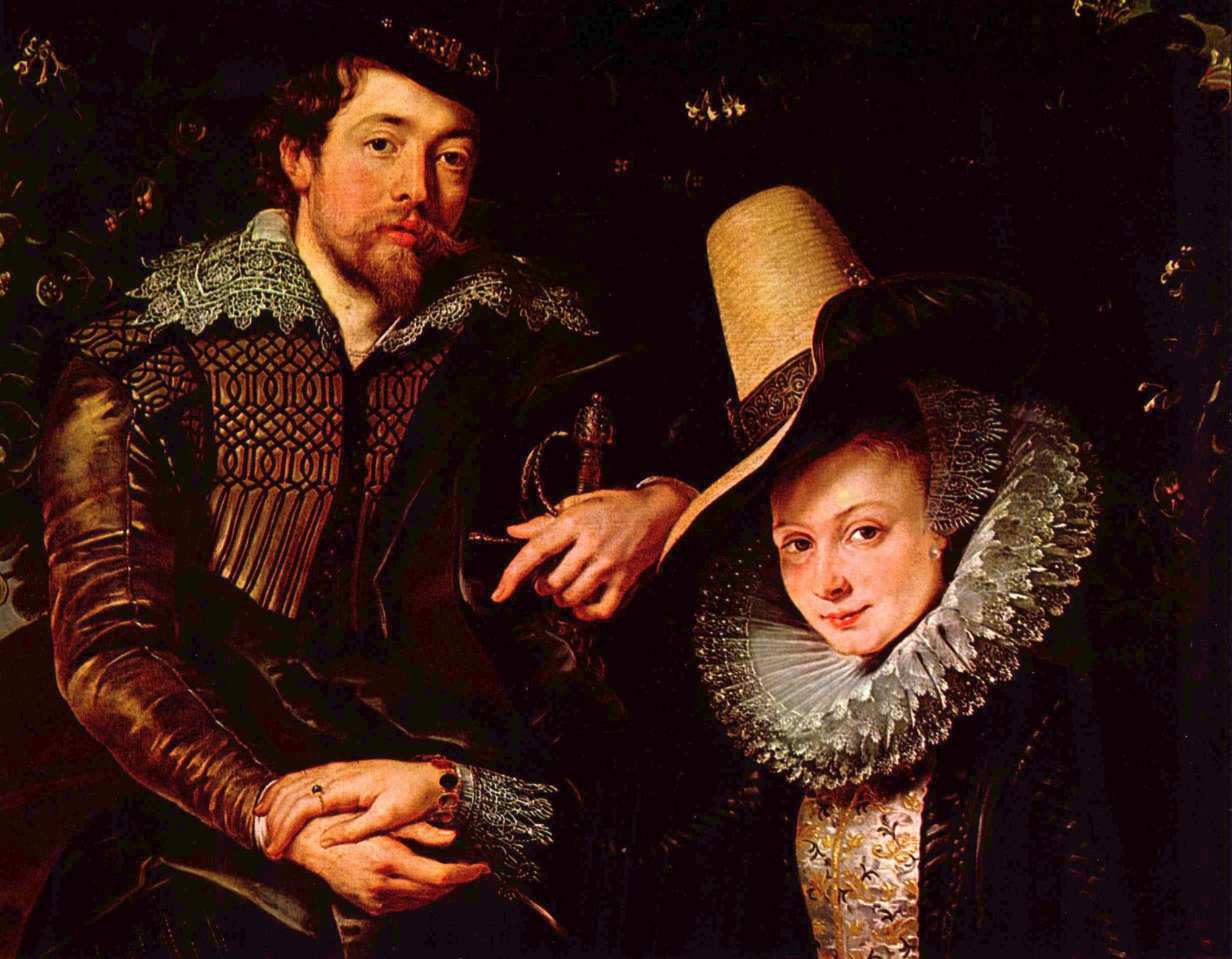
Detail der Gesichter

Der Künstler, zum Zeitpunkt der Entstehung ca. 32 Jahre alt, stellt sich als Aristokrat, nicht als Künstler dar. Sein Kavaliersdegen, auf dessen Korb die linke Hand ruht, stand ihm noch gar nicht zu, als dieses Bild entstand. Der linke Ellenbogen ruht auf einer verdeckten Leiste der Laubenkonstruktion. Seine rechte Hand ruht auf dem linken Oberschenkel, die Beine sind übergeschlagen (das linke auf dem rechten). Auf seinem linken Bein legt seine Verlobte ihre Hand auf die seine. Sein linker Zeigefinger weist diskret auf die aufgelegte Hand hin.
Die etwa 18-jährige Isabella trägt zu ihrem fülligen, kostbaren Kleid mit gold-silbernem Mieder einen Mühlsteinkragen, einen modischen hohen zartgelben Schäferhut (Florentiner Hut) sowie eine holländische Haube als Zeichen der Verehelichung. An beiden Armen trägt sie Steinschmuck. Sie sitzt unterhalb von Rubens, gut eine Kopfhöhe tiefer. Die Blicke beider sind zum Betrachter gerichtet. Insgesamt wirkt das Paar glücklich, selbstbewusst und stolz.
Eine weitere Symbolik ist die Darstellung der Personen unter einer Geißblattpflanze (Heckenkirsche/Jelängerjelieber); dieses Gewächs steht allgemein für Treue, was auf die bevorstehende Hochzeit – somit die gewünschte langwährende Ehe – bezogen ist. Beide Personen tragen überwiegend dunkle Kleidung, um die Gesichter stärker herausstellen zu können. Das Paar ist formatfüllend und in Lebensgröße dargestellt, hierbei bildet das Paar eine Eiform. Beide Personen tragen Hüte, und ihre Blicke sind auf den Betrachter gerichtet. Der kleine blaue Ausblick auf die Landschaft oben links korrespondiert mit dem blauen Textilstoff unten rechts.
Da der Maler bereits zu Lebzeiten Erfolg und Wohlstand genoss, war es ihm möglich sich Gehilfen zu leisten, die selbst angesehene und talentierte Maler waren. Dies garantierte ihm eine hochwertige Qualität auch ohne dass er seine wertvolle Zeit mit dem Ausmalen von Farbflächen vergeuden musste. Es ist anzunehmen, dass auch große Teile dieses Gemäldes von seinen Helfern gefertigt wurden. Der Kontrast in der Ausführung der Malweise ist in diesem Bild besonders groß. So wirkt die Ungenauigkeit der Strümpfe von Rubens plump im Gegensatz zur Detailliertheit der Haare und der Gesichtszüge – nahezu als gehörten diese nicht ins Bild. Es sieht so aus, als ob Rubens ausschließlich den Teil des Bildes, der Köpfe und Oberkörper einschließt, selbst gemalt hätte und den Rest seinen Helfern überließ.
Das Ehegattenbild war im Bürgertum seinerzeit nur als Brustbild, häufiger auch als Diptychon (zweiteilig bemaltes Bildwerk), üblich. Ganz- oder halbfigurige Personenbildnisse von Paaren waren selten. Es ist eines von zahlreichen Selbstbildnissen des Malers, auch von seiner zweiten Frau Hélène Fourment, ab 1630, malte er Ehebildnisse (sowie Porträts). Das Werk, das zu einem frühen Höhepunkt seines Schaffens entstand, gilt als eines der repräsentativsten der europäischen Porträtkunst.